# آدلر (آلاباما)
آدلر (به انگلیسی: Adler) یک منطقهٔ مسکونی در ایالات متحده آمریکا است که در آلاباما واقع شده‌است. آدلر ۱۲۸٫۰۲ متر بالاتر از سطح دریا قرار دارد.